# Терри, Этель Грей
Эте́ль Грей Те́рри (англ. Ethel Grey Terry; 2 октября 1882, Окленд, Калифорния, США — 1 июня 1931, Голливуд, Лос-Анджелес, Калифорния, США) — американская актриса немого кино и танцовщица.

## Биография
Этель Грей Терри родилась 2 октября 1882 года в Окленде (штат Калифорния, США) в семье актрисы Лиллиан Лоуренс (1868—1926).
Этель окончила «Notre Dame academy», что в Роксбери (штат Массачусетс).

## Карьера

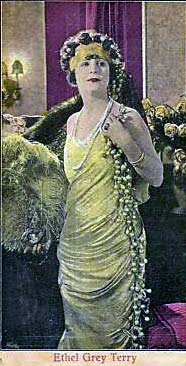
Терри в фильме «Наказание» (1920)

В 1884 году, в 2-летнем возрасте, Этель начала карьеру театральной актрисы, а в период 1914—1928 годов она также снялась в 52-х немых фильмах.
Также в начале карьеры Терри выступала в качестве танцовщицы.

## Личная жизнь
В 1910—1931 года (до своей смерти) Этель была замужем за актёром Карлом Джерардом (1885—1966).
Детей Терри не имела.

## Смерть
48-летняя Этель скончалась 1 июня 1931 года в Голливуде (штат Калифорния, США) после продолжительной болезни.